# Hydra (Schnellboot)
Das Kleinstschnellboot Hydra war ein in Kleinstserie produziertes Schnellboot der deutschen Kriegsmarine gegen Ende des Zweiten Weltkriegs. Das Boot war für eine Großserienfertigung vorgesehen, aber von Januar bis April 1945 wurden nur 39 Boote fertiggestellt und im Sonderkommando Hydra, der 1. Hydra-Flottille, zusammengefasst. Ende April 1945 war die Flottille gefechtsklar, kam jedoch aufgrund des nahen Kriegsendes nicht mehr zum Einsatz. Ihre Einheiten kapitulierten am Stationierungsort Glücksburg vor den heranrückenden Alliierten.

## Entwicklungsgeschichte
Die Entwicklung des Torpedoschnellbootes Hydra geht auf die Forderung der Kleinkampfverbände im Oberkommando der Marine zurück, ein Schnellboot zu konzipieren, das von dem Lastensegler Go 242 an jeden beliebigen Einsatzort transportiert werden konnte, um somit seinen Aktionsradius beträchtlich zu erweitern. Als Antwort auf diese Forderung wurde der erste Entwurf der Hydra im Rahmen einer Vorbesprechung am 13. Juni 1944 präsentiert. Er basierte auf einem von der Luftwaffe in Zusammenarbeit mit der Kröger-Werft in Warnemünde entwickelten Konzept und war bis zu diesem Zeitpunkt zurückgestellt worden.

### Prototyp
Am 25. August 1944 wurden zwei Prototypen in Auftrag gegeben. Sie erhielten die Bezeichnungen H 1 und H 2. Die Boote, deren Bootskörper in lamellierter Leimbauweise hergestellt waren, erreichten eine Höchstgeschwindigkeit von 36 kn. Als Antrieb diente ein Ottomotor vom Typ Avia-Hispano-Suiza 12Y-31 mit gedrosselten 650 PS. Der Tankinhalt von 1100 Litern erlaubte dabei eine Reichweite von 290 sm bei 25 kn oder 158 sm bei 36 kn. Die Primärbewaffnung bestand aus zwei im Heck untergebrachten Flugzeugtorpedos des Typs F5b. Nach erfolgreichen Seeerprobungen wurden am 19. September 1944 1 Million Reichsmark für den Serienbau bewilligt.

### Serienfertigung
Am 4. Dezember 1944 wurde der Bauauftrag für 50 Boote erteilt. Die Treibstoffkapazität wurde dabei von ursprünglich 1100 Liter auf 1400 Liter erhöht, was die Reichweite der Boote auf 370 sm bei 25 kn bzw. 160 sm bei 36 kn erhöhte. Die Besatzung, die aus zwei Mann bestand, erhielt ein Maschinengewehr zum Selbstschutz. Im Winter 1944/45 erfolgte ein Vergleichstest zwischen den Torpedoschnellbooten Hydra, Kobra, Schlitten und Wal, bei dem die Hydra hinsichtlich Seeverhalten und Schalldämpfung am besten beurteilt wurde. Die Gründe für die Überlegenheit der Hydra waren ihre Schiffsmaße, die die für ein lufttransportfähiges Boot vorgegebenen Dimensionen um 30 % überschritten. Damit war die Hydra ihren Konkurrenten weit voraus, jedoch zu Lasten der Transportmöglichkeit per Luft. Das OKM bestätigte dennoch nach diesem Test die Großserienfertigung und erteilte am 8. Februar 1945 einen weiteren Bauauftrag für 115 Einheiten. Gebaut wurden die Boote in verschiedenen Werften. Bis Kriegsende konnten 39 Boote fertiggestellt und übergeben werden. Zuletzt trafen drei Waggons mit 1000-PS Rolls-Royce-Merlin-Motoren ein, die eine höhere Geschwindigkeit versprachen, doch konnten diese vor der Kapitulation der Wehrmacht nicht mehr eingebaut werden. Zwischenzeitlich hatte es auch Versuche mit leistungsschwächeren Jumo-Motoren gegeben, die aber aufgegeben wurden.
Nach der Kapitulation 8. Mai 45
Nach der Kapitulation in der Geltinger Bucht erschien eine Abordnung der US-Streitkräfte an Bord der Flottille. Ihr Anliegen: die Verlegung der gesamten Flottille in den Pazifik, um dann am Krieg gegen Japan teilzunehmen. Lockmittel: bei Zusage erhalten alle Angehörigen sofort die US-Staatsangehörigkeit. Bedingung: Zustimmung aller Dienstgrade.
Die höheren Dienstgrade weigerten sich, mit dem "Feind" zu kooperieren. Folge: Überstellung der Besatzungen durch die Briten nach Neuengamme (Kriegsgefangenschaft bis 1948)
aus : Brief des Horst Kletzin,1945 S-Boot Fahrer auf einer Hydra, jetzt archiviert im Militärhistorischen Museum in Dresden